# Stenodeza foestiva
Stenodeza foestiva là một loài nhện trong họ Salticidae.
Loài này thuộc chi Stenodeza. Stenodeza foestiva được Cândido Firmino de Mello-Leitão miêu tả năm 1944.